# Oldsmobile Model 20
Oldsmobile Model 20 – samochód osobowy produkowany pod amerykańską marką Oldsmobile w latach 1909–1910.

## Dane techniczne
- Pojemność: 2,6 litra
- Cylindry: 4
- Moc: 22 KM
- Typ silnika: dolnozaworowy
- Napęd: tylny

### Produkcja
W ciągu rok trwającej produkcji powstało 5325 sztuk modelu Oldsmobile Model 20.